# Martin van der Horst
Johannes Martinus "Martin" van der Horst (* 2. April 1965 in Heemskerk) ist ein ehemaliger niederländischer Volleyballspieler.
Martin van der Horst, mit 2,14 Metern Körpergröße seinerzeit der größte Bundesligaspieler Anfang der 1990er Jahre, spielte auf der Position eines Mittelblockers. In den 1990er Jahren gehörte er der Mannschaft des ASV Dachau an und wurde unter Trainer Stelian Moculescu 1995 und 1996 Deutscher Meister sowie 1997 DVV-Pokalsieger. Er war Mitglied der niederländischen Nationalmannschaft und holte mit dieser in Barcelona bei den Olympischen Spielen 1992 Silber für die Niederlande, als man im Finale mit 0:3 gegen Brasilien unterlag. Bei den Spielen im Jahr 2000 gehörte er erneut der niederländischen Auswahl an, die dieses Mal in Sydney den fünften Platz belegte. In den Jahren 1991 und 2000 wurde er in der Volleyball-Weltliga als bester Blocker ausgezeichnet.